# Copa Libertadores de Fútbol Playa 2017
La Copa Libertadores de Fútbol Playa 2017 fue un torneo de clubes de fútbol playa de Sudamérica que se realizó en el Yacht y Golf Club Paraguayo en Lambaré, Paraguay. Fue la segunda edición del certamen, organizado por la Confederación Sudamericana de Fútbol.
El torneo fue realizado del 11 al 18 de noviembre.
El torneo se confirmó en diciembre de 2015 y se pensó originalmente llevarse a cabo en Santa Cruz, Bolivia. Sin embargo, debido a la "interferencia del estado" en el trabajo de la Federación Boliviana de Fútbol (FBF), la CONMEBOL decidió trasladar el torneo a Lambaré, Paraguay en octubre de 2017.

## Criterios de desempate
Criterios para determinar la clasificación en cada grupo
- Mayor número de puntos obtenidos en todos los partidos de grupo

Si dos o más equipos muestran igualdad tras este criterio, su lugar en la clasificación se decidirá conforme a lo siguiente:
1. mayor número de puntos obtenidos en los partidos de grupo (partidos directos) entre los equipos en cuestión;
2. mayor diferencia de goles en los partidos de grupo entre los equipos en cuestión;
3. mayor número de goles marcados en los partidos de grupo entre los equipos en cuestión;
4. mayor diferencia de goles en todos los partidos de grupo;
5. mayor número de goles marcados en todos los partidos de grupo;
6. menor número de tarjetas rojas recibidas durante la competición;
7. menor número de tarjetas amarillas recibidas durante la competición;
8. sorteo realizado por la CONMEBOL y BSWW.

### Puntuación
El siguiente sistema de puntuación será utilizado durante la Etapa de Grupos:
- Partido ganado en tiempo regular: 3 puntos.
- Partido ganado en tiempo extra: 2 puntos.
- Partido ganado en penales: 1 punto.
- Partido perdido: 0 puntos.
- Partido ganado por W.O. (Walk Over): 3 puntos, y el resultado final de 3 x 0 a favor del equipo ganador.

## Equipos participantes
Doce equipos calificaron para participar; cada uno de los campeones nacionales de las diez ligas naciones que son miembros de la CONMEBOL, más un club adicional del país anfitrión y el equipo campeón de la edición anterior.
| País      | Representantes             |
| --------- | -------------------------- |
| Argentina | Union Deportivo Provincial |
| Bolivia   | Hamacas FC                 |
| Brasil1   | Vasco da Gama              |
| Brasil1   | Sampaio Corrêa             |
| Chile     | Universidad Arturo Prat    |
| Colombia  | Deportivo Utrahuilca       |

| País      | Representantes       |
| --------- | -------------------- |
| Ecuador   | Delfín Sporting      |
| Paraguay2 | Garden Club          |
| Paraguay2 | Universidad Autónoma |
| Perú      | Ferrocarril          |
| Uruguay   | Malvín               |
| Venezuela | Moraga Difalo        |

1.Vasco da Gama calificó por ser el actual campeón. También fueron campeones nacionales de su liga. Por lo tanto, el subcampeón de la liga brasileña, Sampaio Corrêa, se llevó el cupo de los campeones brasileños.
2. Garden club se calificó como campeones de la liga paraguaya. Como país anfitrión, Paraguay fue galardonado con un segundo puesto que le fue otorgado a los subcampeones de la liga nacional, Universidad Autónoma.

## Árbitros
Dieciséis árbitros fueron nombrados por la CONMEBOL el 1 de noviembre, con instrucciones de llegar a Lambaré antes del día 9.
| - Pablo Defelippi - Dario Colombani - Rolando Arteaga - Juan Gutiérrez - Lucas Estevão - Mayron dos Reis - Victor Lara - Juan Carlos Amaya | - Wilson Bravo - Fabricio Quintero - Silvio Coronel - Jorge Martinez - Ramon Blanco - Alex Valdiviezo - Andrés Olivera - Luis Eduardo Coy |

## Fase de grupos

### Grupo A
| Equipo                     | Pts. | PJ | PG | PG+ | PP | GF | GC | Dif. |
| -------------------------- | ---- | -- | -- | --- | -- | -- | -- | ---- |
| Universidad Autónoma       | 9    | 3  | 2  | 0   | 0  | 16 | 8  | +8   |
| Union Deportivo Provincial | 6    | 3  | 2  | 0   | 1  | 15 | 12 | +3   |
| Hamacas FC                 | 3    | 3  | 1  | 0   | 2  | 10 | 11 | -1   |
| Deportivo Utrahuilca       | 0    | 3  | 0  | 0   | 3  | 8  | 18 | -10  |

| Fecha           | Hora  | Partido                    | Partido                                                                                               | Partido                    |
| --------------- | ----- | -------------------------- | --- | -------------------------- |
| 11 de noviembre | 16:30 | Deportivo Utrahuilca       | 2-4                                                                                                   | Hamacas                    |
| 11 de noviembre | 20:30 | Universidad Autónoma       | 6-2                                                                                                   | Unión Deportivo Provincial |
| 12 de noviembre | 17:45 | Unión Deportivo Provincial | 5-3                                                                                                   | Hamacas                    |
| 12 de noviembre | 19:00 | Universidad Autónoma       | 6-3 (enlace roto disponible en Internet Archive; véase el historial, la primera versión y la última). | Deportivo Utrahuilca       |
| 13 de noviembre | 16:30 | Deportivo Utrahuilca       | 3-8                                                                                                   | Union Deportivo Provincial |
| 13 de noviembre | 20:15 | Universidad Autónoma       | 4-3 (pro.)                                                                                            | Hamacas                    |

### Grupo B
| Equipo         | Pts. | PJ | PG | PG+ | PP | GF | GC | Dif. |
| -------------- | ---- | -- | -- | --- | -- | -- | -- | ---- |
| Sampaio Corrêa | 9    | 3  | 3  | 0   | 0  | 28 | 5  | +23  |
| Moraga Difalo  | 4    | 3  | 1  | 1   | 1  | 11 | 22 | -11  |
| Garden Club    | 3    | 3  | 1  | 0   | 2  | 16 | 16 | 0    |
| Ferrocarril    | 0    | 3  | 0  | 0   | 3  | 7  | 19 | -12  |

| Fecha           | Hora  | Partido        | Partido        | Partido        |
| --------------- | ----- | -------------- | -------------- | -------------- |
| 11 de noviembre | 17:45 | Ferrocarril    | 3-4            | Moraga Dífalo  |
| 11 de noviembre | 19:00 | Garden Club    | 3-7            | Sampaio Corrêa |
| 12 de noviembre | 16:30 | Sampaio Corrêa | 13-1           | Moraga Dífalo  |
| 12 de noviembre | 20:15 | Garden Club    | 7-3            | Ferrocarril    |
| 13 de noviembre | 17:45 | Sampaio Corrêa | 8-1            | Ferrocarril    |
| 13 de noviembre | 19:00 | Garden Club    | 6-6 (1-2 pen.) | Moraga Dífalo  |

### Grupo C
| Equipo                  | Pts. | PJ | PG | PG+ | PP | GF | GC | Dif. |
| ----------------------- | ---- | -- | -- | --- | -- | -- | -- | ---- |
| Vasco da Gama           | 9    | 3  | 3  | 0   | 0  | 24 | 6  | +18  |
| Malvin                  | 6    | 3  | 2  | 0   | 1  | 11 | 16 | -5   |
| Universidad Arturo Prat | 3    | 3  | 1  | 0   | 2  | 14 | 16 | -2   |
| Delfín Sporting         | 0    | 3  | 0  | 0   | 3  | 7  | 18 | -11  |

| Fecha           | Hora  | Partido                 | Partido                                                                                               | Partido                 |
| --------------- | ----- | ----------------------- | --- | ----------------------- |
| 11 de noviembre | 9:00  | Malvín                  | 3-2                                                                                                   | Delfín Sporting         |
| 11 de noviembre | 10:15 | Vasco da Gama           | 6-3                                                                                                   | Universidad Arturo Prat |
| 12 de noviembre | 9:00  | Universidad Arturo Prat | 7-3                                                                                                   | Delfín Sporting         |
| 12 de noviembre | 10:15 | Vasco da Gama           | 10-1                                                                                                  | Malvín                  |
| 13 de noviembre | 9:00  | Universidad Arturo Prat | 4-7                                                                                                   | Malvín                  |
| 13 de noviembre | 10:15 | Vasco da Gama           | 8-2 (enlace roto disponible en Internet Archive; véase el historial, la primera versión y la última). | Delfín Sporting         |

### Clasificación de los terceros colocados
| Equipo                  | Pts. | PJ | PG | PG+ | PP | GF | GC | Dif. |
| ----------------------- | ---- | -- | -- | --- | -- | -- | -- | ---- |
| Garden Club             | 3    | 3  | 1  | 0   | 2  | 16 | 16 | 0    |
| Hamacas FC              | 3    | 3  | 1  | 0   | 2  | 10 | 11 | -1   |
| Universidad Arturo Prat | 3    | 3  | 1  | 0   | 2  | 14 | 16 | -2   |

## Rondas de colocación

### Semifinales del noveno al duodécimo lugar
| 15 de noviembre de 2017 | Ferrocarril | 3-5     | Delfín Sporting | Yacht y Golf Club Paraguayo, Lambaré |  |
| 9:00                    |             | Reporte |                 |                                      |  |

| 15 de noviembre de 2017 | Universidad Arturo Prat | 10-5    | Deportivo Utrahuilca | Yacht y Golf Club Paraguayo, Lambaré |  |
| 10:15                   |                         | Reporte |                      |                                      |  |

### Disputa del noveno lugar
| 17 de noviembre de 2017 | Delfín Sporting | 4-2     | Universidad Arturo Prat | Yacht y Golf Club Paraguayo, Lambaré |  |
| 9:00                    |                 | Reporte |                         |                                      |  |

### Semifinales del quinto al octavo lugar
| 16 de noviembre de 2017 | Hamacas FC | 3-5     | Moraga Difalo | Yacht y Golf Club Paraguayo, Lambaré |  |
| 17:00                   |            | Reporte |               |                                      |  |

| 16 de noviembre de 2017 | Union Deportivo Provincial | 2-9     | Sampaio Corrêa | Yacht y Golf Club Paraguayo, Lambaré |  |
| 18:15                   |                            | Reporte |                |                                      |  |

### Disputa del quinto lugar
| 17 de noviembre de 2017 | Moraga Difalo | 3-8     | Sampaio Corrêa | Yacht y Golf Club Paraguayo, Lambaré |  |
| 10:15                   |               | Reporte |                |                                      |  |

## Fase final

### Cuartos de final
| 15 de noviembre de 2017 | Moraga Difalo | 4-7     | Malvin | Yacht y Golf Club Paraguayo, Lambaré |  |
| 16:30                   |               | Reporte |        |                                      |  |

| 15 de noviembre de 2017 | Universidad Autónoma | 11-3    | Hamacas FC | Yacht y Golf Club Paraguayo, Lambaré |  |
| 17:15                   |                      | Reporte |            |                                      |  |

| 15 de noviembre de 2017 | Vasco da Gama | 7-4     | Union Deportivo Provincial | Yacht y Golf Club Paraguayo, Lambaré |  |
| 19:00                   |               | Reporte |                            |                                      |  |

| 15 de noviembre de 2017 | Sampaio Corrêa | 5-6     | Garden Club | Yacht y Golf Club Paraguayo, Lambaré |  |
| 20:30                   |                | Reporte |             |                                      |  |

### Semifinales
| 16 de noviembre de 2017 | Universidad Autónoma | 4-5 (t.e.) | Malvín | Yacht y Golf Club Paraguayo, Lambaré |  |
| 19:30                   |                      | Reporte    |        |                                      |  |

| 16 de noviembre de 2017 | Vasco da Gama | 10-4    | Garden Club | Yacht y Golf Club Paraguayo, Lambaré |  |
| 20:45                   |               | Reporte |             |                                      |  |

### Disputa del tercer lugar
| 18 de noviembre de 2017 | Universidad Autónoma | 9-7     | Garden Club | Yacht y Golf Club Paraguayo, Lambaré |  |
| 19:00                   |                      | Reporte |             |                                      |  |

### Final
| 18 de noviembre de 2017 | Malvín | 5-8     | Vasco da Gama | Yacht y Golf Club Paraguayo, Lambaré |  |
| 20:15                   |        | Reporte |               |                                      |  |

CR Vasco da Gama

Campeón

2.º título

## Goleadores
| 18 goals - Carlos Carballo ( Garden Club) 13 goals - Pedro Moran ( Universidad Autónoma) 11 goals - Lucão ( Vasco da Gama) - Serginho ( Sampaio Corrêa) | 10 goals - Alex Vaamonde ( Moraga Difalo) 9 goals - Bruno Xavier ( Sampaio Corrêa) 8 goals - Jesús Amado Rolón ( Universidad Autónoma) - Catarino ( Vasco da Gama) | 7 goals - Bokinha ( Vasco da Gama) - Daniel E Cedeño ( Defin Sporting) 6 goals - Eudin ( Sampaio Corrêa) - Felipe ( Sampaio Corrêa) - Julio Zambrano ( Hamacas FC) - Alberto Muñoz ( Moraga Difalo) |